# クロメンガタスズメ
クロメンガタスズメ（黒面形天蛾、学名: Acherontia lachesis）は、チョウ目スズメガ科の昆虫。ガの一種。

## 形態・生態
成虫の背面に人面に似た模様がある。
幼虫は尾角が“？”マーク状に曲がり、粒々状のイボがあり、他と区別し易い。
幼虫の食草は、ナス科であり、エビガラスズメなど混同されてヒルガオ科と見る人もいる。

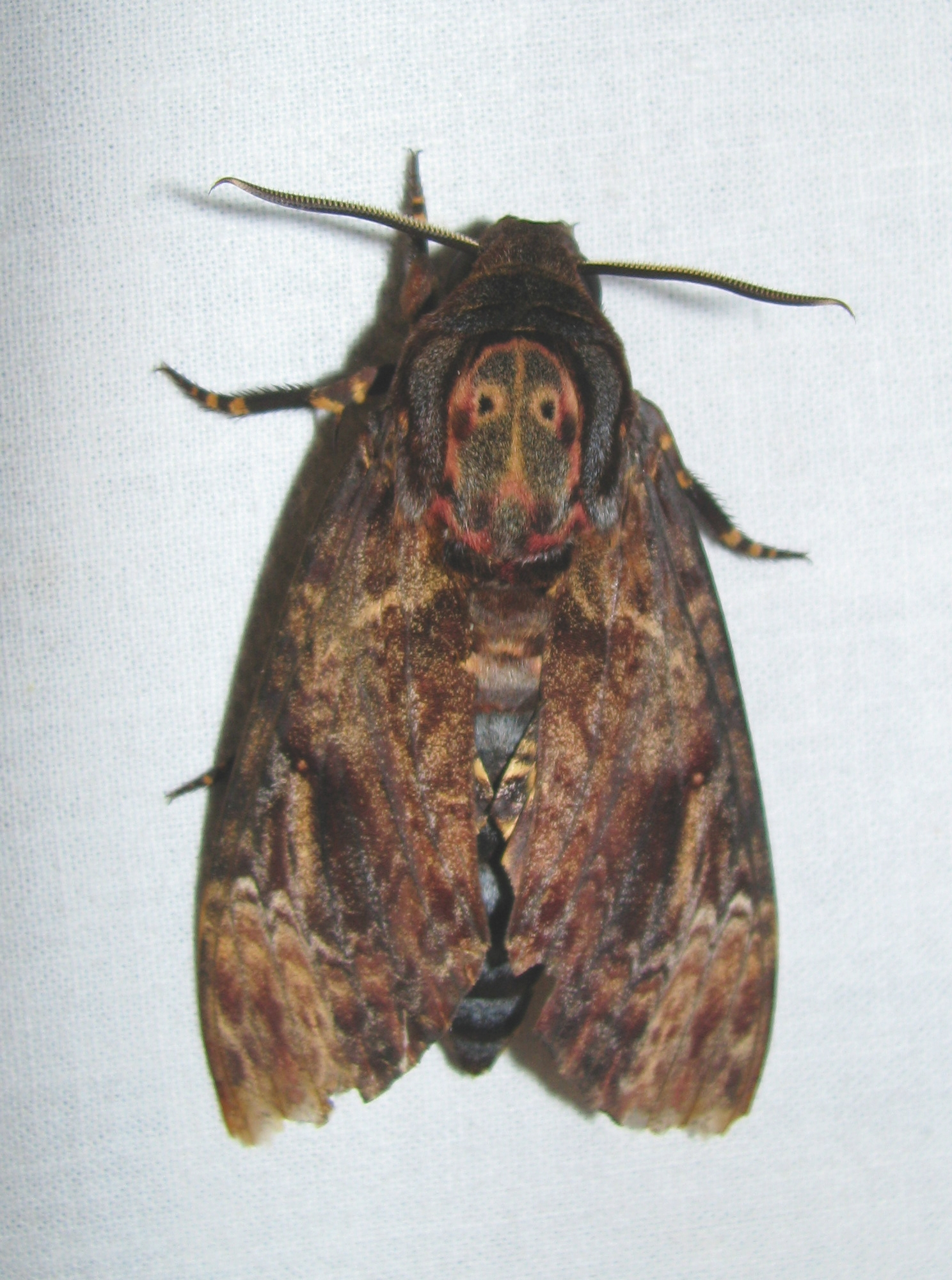
翅を閉じた成虫
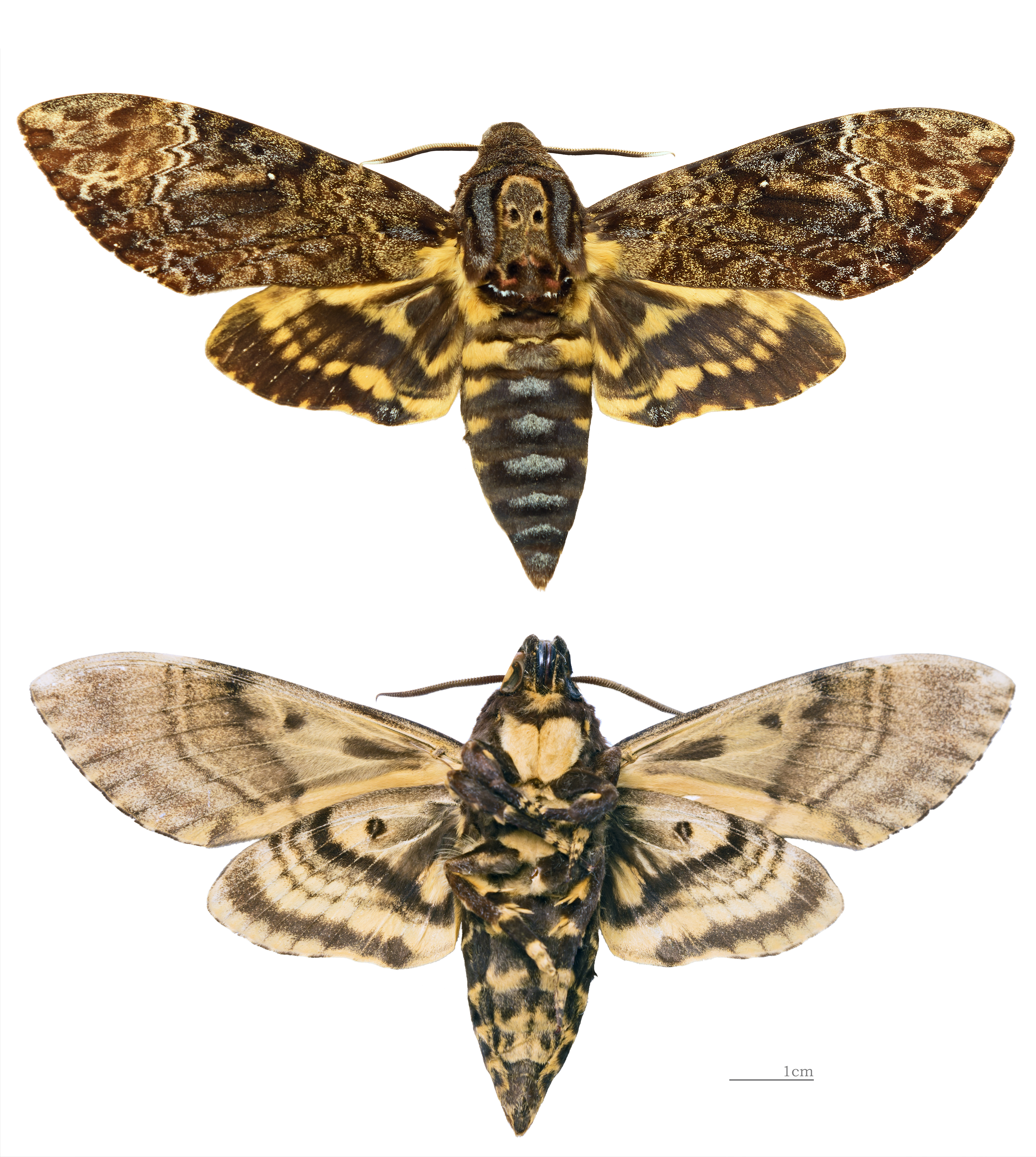
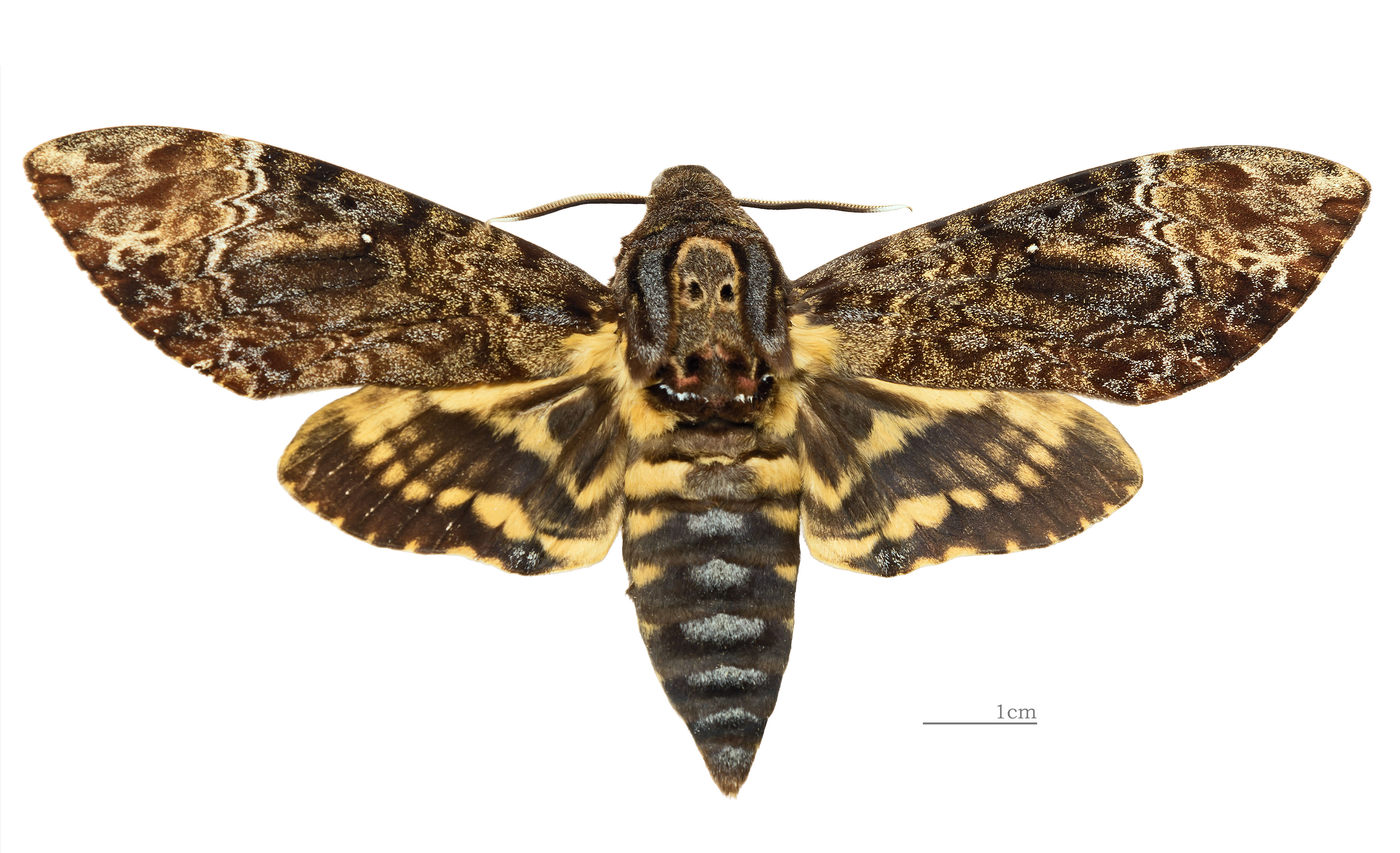

## 分布
日本（九州、屋久島、沖縄本島）、台湾、中国、マレーシア、インド。日本では東へ分布を広げている。